# Eject
『Eject』（イジェクト）は、オセロケッツの3枚目のアルバム。2001年9月5日に発売された。
プロデューサーは有賀啓雄。"シンプルかつウッディ"をテーマに制作され、アルバム評において雑誌「ストレンジデイズ」では、森山公一のことは「日本のニール・イネス」と紹介された。また本作では収録されているシングル3曲が最後にまとめて配置されたことについては賛否両論が展開された。

## 収録曲
1. 終天 （2:28）
2. Inner Song （4:05）
3. 恋愛2 （3:06）
4. trap （4:19）
5. Outer Song （4:42）
6. 振り子 （4:03）
7. 朱に赤(album mix) （4:02）
  - 10thシングルのカップリングのアレンジ。編曲：?
8. Hard Pain （5:00）
9. 審判 （3:14）
10. ハキモノレジスタンス （4:01）
11. 空想の矢 （3:43）
12. これでいいのだ一週間 （3:09）
13. 終天(reprise) （0:37）
14. もしかして君だけが苦しいって思ってないかい? （4:59）
  - 10thシングル
  - 作詞・作曲：森山公一
15. Pain （4:40）
  - 9thシングル
16. escape （4:39）
  - 8thシングル